# Shahrestān di Kohgiluyeh
Lo shahrestān di Kohgiluyeh (farsi شهرستان کهگیلویه) è uno degli 8 shahrestān della provincia di Kohgiluyeh e Buyer Ahmad, il capoluogo è Dehdasht. Lo shahrestān è suddiviso in 3 circoscrizioni (bakhsh): 
- Centrale (بخش خمرکزی), con le città di Dehdasht e Suq.
- Charusa (بخش چاروسا), con la città di Qal'eh Raisi.
- Dishmuk (بخش دیشموک), con la città di Dishmuk.